# Hypocapnie
Hypocapnie of hypocapnia is de benaming voor een verlaagde hoeveelheid koolstofdioxide in het bloed. Hypocapnie is meestal het gevolg van te snel of te diep ademhalen, beter bekend als hyperventilatie.
De term is afkomstig van capnografie, het meten van de hoeveelheid CO2 in de lucht, in dit geval de lucht die iemand in en uitademt. 
Het tegenovergestelde van hypocapnie is hypercapnie.